# Atletica leggera all'VIII Universiade
Le gare di atletica leggera della VIII Universiade si sono disputate dal 18 al 21 settembre 1975 allo  Stadio Olimpico di Roma, in Italia.

## Risultati

### Uomini

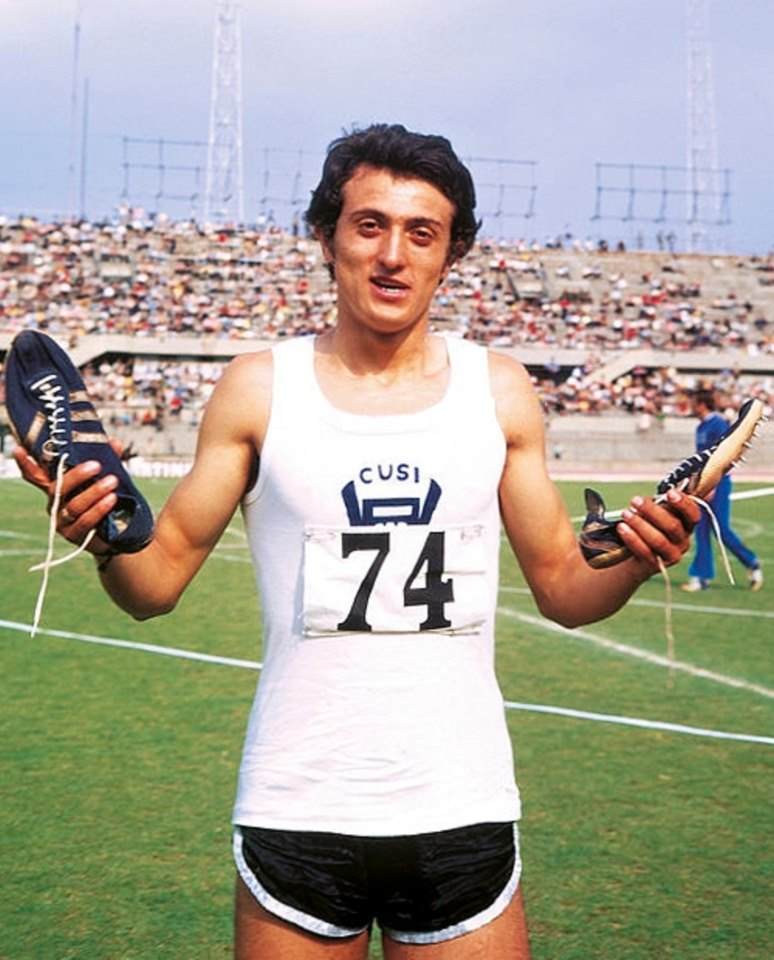
Pietro Mennea alle Universiadi di Roma 1975

| Specialità | Oro                                                                   | Prestazione | Argento           | Prestazione | Bronzo              | Prestazione |
| Corse piane |                                                                       |             |                   |             |                     |             |
| 100 metri (dettagli) | Pietro Mennea                                                         | 10"28       | Charles Hopkins   | 10"47       | Toma Petrescu       | 10"66       |
| 200 metri (dettagli) | Pietro Mennea                                                         | 20"28       | Robert Martin     | 21"06       | Thorsten Johansson  | 21"15       |
| 400 metri (dettagli) | Jerzy Pietrzyk                                                        | 46"26       | Roger Jenkins     | 46"55       | Brian Saunders      | 46"83       |
| 800 metri (dettagli) | Waldemar Gondek                                                       | 1'50"04     | Pavel Litovchenko | 1'50"13     | Sid-Ali Djouadi     | 1'50"19     |
| 1500 metri (dettagli) | Thomas Wessinghage                                                    | 3'39"73     | Steve Heidenreich | 3'40"56     | Gheorghe Ghipu      | 3'41"19     |
| 5000 metri (dettagli) | Franco Fava                                                           | 13'37"56    | Ilie Floroiu      | 13'39"20    | Julian Goater       | 13'42"02    |
| 10000 metri (dettagli) | Franco Fava                                                           | 28'37"92    | Ilie Floroiu      | 28'52"49    | Jim Brown           | 29'03"54    |
| Corse a ostacoli |                                                                       |             |                   |             |                     |             |
| 110 m ostacoli (dettagli) | Charles Foster                                                        | 13"83       | Eduard Pereverzev | 13"94       | Borisav Pisić       | 14"28       |
| 400 m ostacoli (dettagli) | Rolf Ziegler                                                          | 50"43       | Jerzy Hewelt      | 50"85       | Timo Ogunjobi       | 51"25       |
| 3000 m siepi (dettagli) | Bronisław Malinowski                                                  | 8'22"32     | Michael Karst     | 8'28"22     | Kazimierz Maranda   | 8'29"23     |
| Staffette |                                                                       |             |                   |             |                     |             |
| Staffetta 4×100 metri (dettagli) | Unione Sovietica                                                      | 39"80       | Canada            | 40"06       | Germania Ovest      | 40"20       |
| Staffetta 4×400 metri (dettagli) | Polonia Waldemar Szlendak Jerzy Hewelt Waldemar Gondek Jerzy Pietrzyk | 3'09"13     | Jugoslavia        | 3'09"71     | Unione Sovietica    | 3'10"09     |
| Salti |                                                                       |             |                   |             |                     |             |
| Salto in alto (dettagli) | Enzo Del Forno                                                        | 2,13 m      | István Major      | 2,13 m      | Danial Temim        | 2,13 m      |
| Salto con l'asta (dettagli) | François Tracanelli                                                   | 5,20 m      | Bruce Simpson     | 5,20 m      | Renato Dionisi      | 5,10 m      |
| Salto in lungo (dettagli) | Grzegorz Cybulski                                                     | 8,27 m      | Nenad Stekić      | 8,13 m      | Aleksey Pereverzev  | 7,90 m      |
| Salto triplo (dettagli) | Michał Joachimowski                                                   | 16,54 m     | Anatoly Piskulin  | 16,52 m     | Sergey Sidorenko    | 16,42 m     |
| Lanci |                                                                       |             |                   |             |                     |             |
| Getto del peso (dettagli) | Bishop Dolegiewicz                                                    | 19,45 m     | Anatoliy Yarosh   | 19,11 m     | Valcho Stoev        | 18,90 m     |
| Lancio del disco (dettagli) | Markku Tuokko                                                         | 62,94 m     | Ferenc Tégla      | 58,10m      | Igor Spasovkhodskiy | 57,80 m     |
| Lancio del martello (dettagli) | Aleksej Spiridonov                                                    | 73,82 m     | Walter Schmidt    | 72,00 m     | Yuriy Sedykh        | 71,32 m     |
| Lancio del giavellotto (dettagli) | Gheorghe Megelea                                                      | 81,30 m     | Bill Schmidt      | 80,20 m     | Ivan Morgol         | 78,44 m     |
| Prove multiple |                                                                       |             |                   |             |                     |             |
| Decathlon (dettagli) | Sepp Zeilbauer                                                        | 7 857 p.    | Philippe Bobin    | 7 568 p.    | Winfried Hartweck   | 7 382 p.    |
| record mondiale; record mondiale stagionale; record africano; record asiatico; record europeo; record nord-centroamericano e caraibico; record sudamericano; record oceaniano; record delle Universiadi; record nazionale; record personale; record personale stagionale. |                                                                       |             |                   |             |                     |             |

### Donne
| Specialità | Oro                 | Prestazione | Argento                                                                | Prestazione | Bronzo                                                                    | Prestazione |
| Corse piane |                     |             |                                                                        |             |                                                                           |             |
| 100 metri (dettagli) | Ljudmila Maslakova  | 11"31       | Mona-Lisa Pursiainen                                                   | 11"47       | Patty Loverock                                                            | 11"57       |
| 200 metri (dettagli) | Pirjo Häggman       | 23"38       | Mona-Lisa Pursiainen                                                   | 23"61       | Jelica Pavličić                                                           | 23"78       |
| 400 metri (dettagli) | Pirjo Häggman       | 51"80       | Inta Kļimoviča                                                         | 52"25       | Jelica Pavličić                                                           | 52"50       |
| 800 metri (dettagli) | Nina Morgunova      | 2'01"94     | Jozefína Čerchlanová                                                   | 2'02"45     | Nikolina Shtereva                                                         | 2'02"74     |
| 100 metri (dettagli) | Ellen Wellmann      | 4'08"72     | Natalia Andrei                                                         | 4'08"84     | Rositsa Pekhlivanova                                                      | 4'10"17     |
| 100 metri (dettagli) | Natalia Andrei      | 8'54"09     | Thelma Wright                                                          | 8'54"94     | Svetlana Ulmasova                                                         | 8'55"88     |
| Corse a ostacoli |                     |             |                                                                        |             |                                                                           |             |
| 100 m ostacoli (dettagli) | Grażyna Rabsztyn    | 13"14       | Bożena Nowakowska                                                      | 13"34       | Tatyana Anisimova                                                         | 13"64       |
| Staffette |                     |             |                                                                        |             |                                                                           |             |
| Staffetta 4×100 metri (dettagli) | Unione Sovietica    | 44"77       | Polonia Ewa Długołęcka Aniela Szubert Barbara Bakulin Grażyna Rabsztyn | 44"87       | Francia Cécile Cachera Danielle Camus Jacqueline Curtet Rose-Aimée Bacoul | 45"88       |
| Salti |                     |             |                                                                        |             |                                                                           |             |
| Salto in alto (dettagli) | Galina Filatova     | 1,88 m      | Sara Simeoni                                                           | 1,88 m      | Alla Fedorchuk                                                            | 1,86 m      |
| Salto in lungo (dettagli) | Jarmila Nygrýnová   | 6,48 m      | Dorina Catineanu                                                       | 6,34 m      |                                                                           |             |
| Lanci |                     |             |                                                                        |             |                                                                           |             |
| Getto del peso (dettagli) | Elena Stoyanova     | 18,99 m     | Mihaela Loghin                                                         | 18,21 m     | Rima Makauskaité                                                          | 18,06 m     |
| Lancio del disco (dettagli) | Maria Vergova       | 65,28 m     | Argentina Menis                                                        | 64,28 m     | Radostina Bakhchevanova                                                   | 56,96 m     |
| Lancio del giavellotto (dettagli) | Nadezhda Yakubovich | 61,72 m     | Kate Schmidt                                                           | 60,36 m     | Éva Zörgő                                                                 | 59,50 m     |
| Prove multiple |                     |             |                                                                        |             |                                                                           |             |
| Pentathlon (dettagli) | Jane Frederick      | 4 442 p.    | Djurdja Focic                                                          | 4 423 p.    | Olga Rukavishnikova                                                       | 4 313 p.    |
| record mondiale; record mondiale stagionale; record africano; record asiatico; record europeo; record nord-centroamericano e caraibico; record sudamericano; record oceaniano; record delle Universiadi; record nazionale; record personale; record personale stagionale. |                     |             |                                                                        |             |                                                                           |             |

## Medagliere
| Pos.   | Paese            |    |    |    | Totale |
| ------ | ---------------- | -- | -- | -- | ------ |
| 1      | Unione Sovietica | 7  | 5  | 11 | 23     |
| 2      | Polonia          | 7  | 3  | 1  | 11     |
| 3      | Italia           | 5  | 1  | 1  | 7      |
| 4      | Germania Ovest   | 3  | 2  | 2  | 7      |
| 5      | Finlandia        | 3  | 2  | 0  | 5      |
| 6      | Romania          | 2  | 6  | 4  | 12     |
| 7      | Stati Uniti      | 2  | 4  | 0  | 6      |
| 8      | Bulgaria         | 2  | 0  | 4  | 6      |
| 9      | Canada           | 1  | 4  | 2  | 7      |
| 10     | Francia          | 1  | 1  | 1  | 3      |
| 11     | Cecoslovacchia   | 1  | 1  | 0  | 2      |
| 12     | Austria          | 1  | 0  | 0  | 1      |
| 13     | Jugoslavia       | 0  | 3  | 4  | 7      |
| 14     | Ungheria         | 0  | 2  | 0  | 2      |
| 15     | Gran Bretagna    | 0  | 1  | 2  | 3      |
| 16     | Algeria          | 0  | 0  | 1  | 1      |
| 16     | Nigeria          | 0  | 0  | 1  | 1      |
| 16     | Svezia           | 0  | 0  | 1  | 1      |
| Totale | Totale           | 35 | 35 | 35 | 105    |